# Selenia fulvopustulata
Selenia fulvopustulata är en fjärilsart som beskrevs av Smith 1950. Selenia fulvopustulata ingår i släktet Selenia och familjen mätare. Inga underarter finns listade.